# Résolution 335 du Conseil de sécurité des Nations unies
Membres permanents
- Chine
- États-Unis
- France
- Royaume-Uni
- URSS

Membres non permanents
- Australie
- Autriche
- Guinée
- Indonésie
- Inde
- Kenya
- Panama
- Pérou
- Soudan
- Yougoslavie

Résolution no 334 Résolution no 336
La résolution 335 est une résolution du Conseil de sécurité de l'ONU votée le 22 juin 1973 concernant la République démocratique allemande (RDA) et de l'Allemagne de l'Ouest (RFA) et qui recommande à l'Assemblée générale des Nations unies d'admettre ces pays comme nouveaux membres.

## Contexte historique
Dévastée par la deuxième guerre mondiale (même si le potentiel industriel du pays est encore énorme grâce à Albert Speer qui a refusé d'appliquer la politique de la terre brûlée souhaitée par Adolf Hitler), l'Allemagne et Berlin sont divisés en quatre secteurs étant chacun contrôlé par l'une des nations victorieuses (États-Unis, France, Royaume-Uni et Union soviétique). Après plusieurs propositions pour une nouvelle Allemagne (comme le plan Morgenthau), elle est finalement divisée en deux parties durant toute la guerre froide : la RFA (République fédérale d’Allemagne) créée le 23 mai 1949 à l’ouest avec Bonn pour capitale et siège administratif, et la RDA (République démocratique allemande) créée le 7 octobre 1949 à l’est avec Berlin-Est pour capitale. Les territoires à l'est du fleuve Oder et son affluent Neisse de Lusace ont été intégrés à la Pologne et à l’URSS.

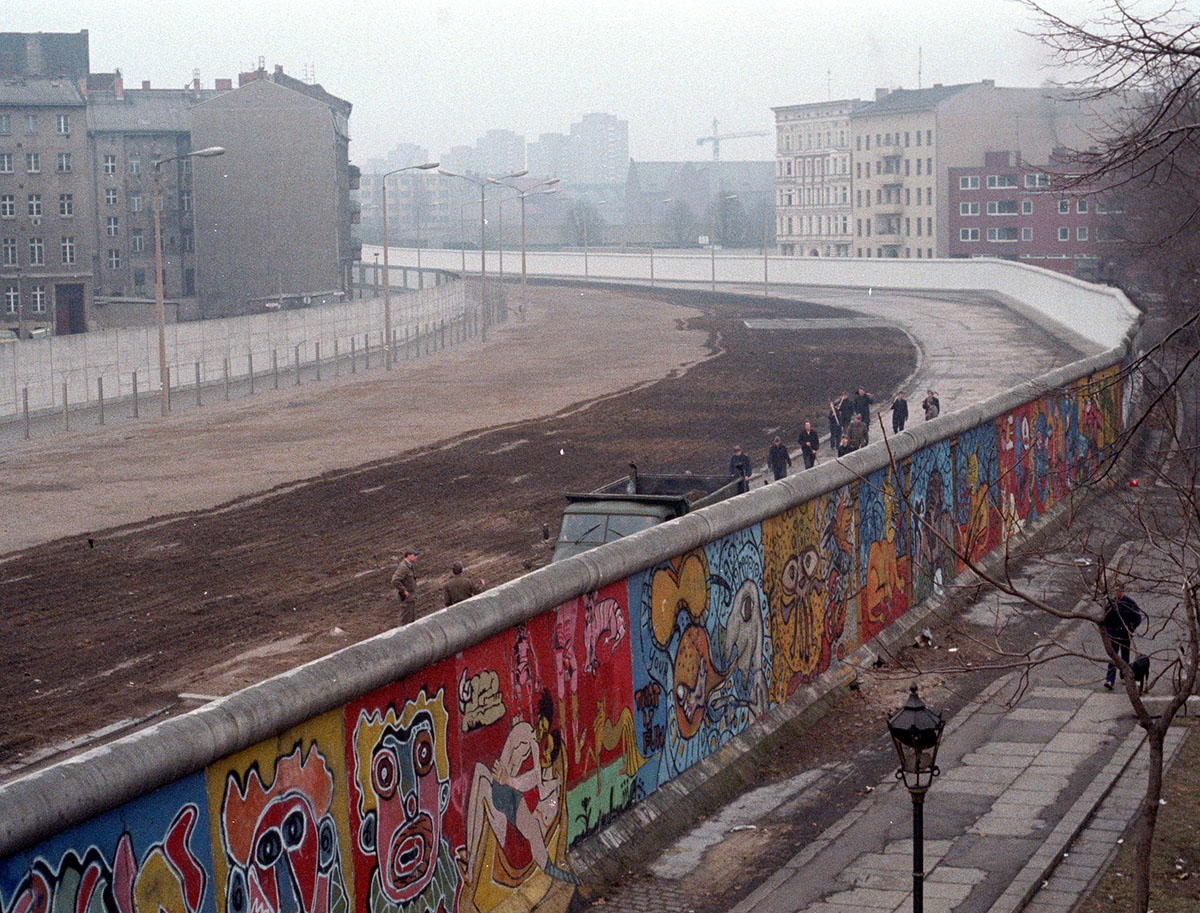
Le Mur de Berlin, qui sépara Berlin en deux pendant plus de 28 ans.

Le creux démographique provoqué par la guerre est rapidement compensé par l'arrivée d'environ 13 millions d'Allemands expulsés des anciens territoires d'Allemagne-Orientale et des pays d'Europe de l'Est. Ces millions de réfugiés ont été intégrés dans la société d'après-guerre des territoires de la RFA et la RDA. Ils venaient principalement des anciennes provinces allemandes de la Silésie, de la Prusse-Orientale et aussi de l'est de la province de la Poméranie. En outre ils venaient de Pologne, notamment des anciennes provinces de la Prusse-Occidentale et de la Posnanie. Ils venaient encore des régions qui autrefois appartenaient à l'Autriche-Hongrie : de la Tchécoslovaquie - notamment des régions de Bohême, Moravie et Silésie Tchèque (Allemands des Sudètes) -, ainsi que de Hongrie et de Roumanie (Transylvanie). Par ailleurs ils venaient du territoire de Klaipėda (Memel), en Lituanie. 
Sous l'impulsion du plan Marshall (1948-1952), l'Allemagne de l'Ouest renoue rapidement avec la croissance économique, au contraire de l'Allemagne de l'Est. L'amitié franco-allemande naît avec Konrad Adenauer et Charles de Gaulle, et est considérée encore aujourd'hui comme le moteur de l'Europe. À la chute du mur de Berlin le 9 novembre 1989, prélude à la réunification de l’Allemagne, les deux pays de RFA et de RDA ne possèdent pas le même niveau économique. Cette différence persiste aujourd'hui, les Länder de l'Est (ancienne RDA) demeurant plus pauvres que ceux de l'Ouest. Le coût de la réunification a entraîné d'importantes difficultés économiques pour le pays depuis les années 1990. Son unification a cependant permis d'en faire une nation politiquement incontournable au sein de l'Union européenne et la première puissance économique du continent. (Issu de l'article Allemagne).
À la suite de cette résolution ces pays sont admis à l'ONU le 18 septembre 1973,.

## Texte
- Résolution 335 sur fr.wikisource.org
- Résolution 335 sur en.wikisource.org